# 格洛里亞聖母城 (塞爾希培州)
10°13′04″S 37°25′12″W / 10.21778°S 37.42000°W
格洛里亞聖母城（葡萄牙語：Nossa Senhora da Glória），是巴西的城鎮，位於該國東北部，由塞爾希培州負責管轄，始建於1928年9月26日，面積756平方公里，海拔高度291米，2013年人口34,799，人口密度每平方公里46人。